# نچکاه
نچکاه (به لاتین: Nechkah) یک منطقهٔ مسکونی در افغانستان است که در ولایت بلخ واقع شده‌است.